# Pariz – Moskva via Palermo
Pariz – Moskva via Palermo je hrvatski športski dokumentarni film. Dokumentarac je cjelovita priča o prvoj spektakularnoj pobjedi hrvatske nogometne reprezentacije nad Italijom u Palermu, kojom je stvoren timski i pobjednički duh hrvatskog nogometnog reprezentativnog tima.
Andrej Maksimović autor je ideje, scenarija te je režirao film. Zasniva se na arhivskim snimkama i izjavama nogometnih reprezentativaca poput Davora Šukera, Igora Štimca, Zvonimira Bobana ali i izbornika Miroslava "Ćire" Blaževića. Film je za Večernji list producirala tvrtka Ideje novih medijskih strategija (INMS), a dostupan je na stranicama Večernjeg lista.